# Amílcar Sánchez
Amílcar Álvaro Sánchez Guzmán (Cochabamba, 23 de enero de 1993) es un futbolista boliviano. Juega de centrocampista en Aurora de la Primera División de Bolivia.

## Selección nacional
Fue convocado en 2010 para disputar un amistoso frente a Venezuela.

## Clubes
| Club               | País    | Año             |
| ------------------ | ------- | --------------- |
| Jorge Wilstermann  | Bolivia | 2007 - 2011     |
| Blooming           | Bolivia | 2012 - 2013     |
| Jorge Wilstermann  | Bolivia | 2013 - 2016     |
| San José           | Bolivia | 2016 - 2017     |
| Aurora             | Bolivia | 2018 - 2021     |
| Atlético Palmaflor | Bolivia | 2021 - 2022     |
| Aurora             | Bolivia | 2023 - presente |

## Palmarés

### Títulos nacionales
| Título           | Club              | Año           |
| ---------------- | ----------------- | ------------- |
| Primera División | Jorge Wilstermann | Apertura 2010 |
| Primera División | Jorge Wilstermann | Clausura 2016 |